# Cephalodella delicata
Cephalodella delicata är en hjuldjursart som beskrevs av Wulfert 1937. Cephalodella delicata ingår i släktet Cephalodella och familjen Notommatidae. Inga underarter finns listade i Catalogue of Life.